# Goncelin
Goncelin – miejscowość i gmina we Francji, w regionie Owernia-Rodan-Alpy, w departamencie Isère.
Według danych na rok 1990 gminę zamieszkiwało 1771 osób, a gęstość zaludnienia wynosiła 123 osób/km² (wśród 2880 gmin regionu Rodan-Alpy Goncelin plasuje się na 491. miejscu pod względem liczby ludności, natomiast pod względem powierzchni na miejscu 812.).
Przez gminę przepływa rzeka Isère. 